# Flávio Elias Cordeiro
Flávio Elias Cordeiro (født 23. april 1975) er en tidligere brasiliansk fodboldspiller.
Han har spillet for flere forskellige klubber i sin karriere, herunder Shonan Bellmare.